# Astroloma drummondii
Astroloma drummondii är en ljungväxtart som beskrevs av Otto Wilhelm Sonder. Astroloma drummondii ingår i släktet Astroloma och familjen ljungväxter. Inga underarter finns listade i Catalogue of Life.